# Démocratie Taishō

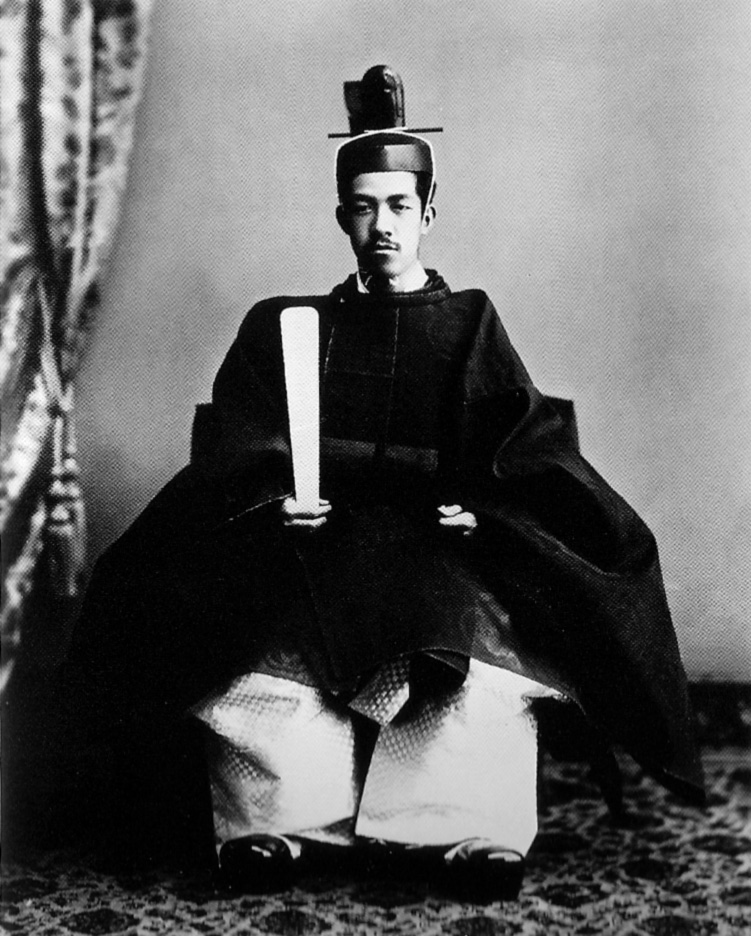

La Démocratie Taishō (大正デモクラシー, Taishō demokurashī) est le nom donné au climat politique au Japon de 1913 à 1926. Elle correspond à une tendance libérale et démocratique dans les domaines politique, économique et culturel qui a commencé approximativement après la guerre russo-japonaise et s'est poursuivie jusqu'à la fin de l’Ère Taishō (1912-1926). Cette tendance était plus évidente dans le domaine politique, représenté par le mouvement démocratique Taishō (大正デモクラシー運動) et la mise en place du système Seitō Naikaku (政党内閣制), une démocratie représentative dans laquelle le parti majoritaire au parlement organise le cabinet. Le terme Démocratie Taishō a été largement utilisé depuis le livre « L'Histoire de la démocratie Taishō (大正デモクラシー史, Taishō demokurashii Shi) » écrit par Shinobu Seizaburō.

## Histoire

### Établissement
Bien qu’il existe de nombreuses théories sur le début et la fin de la démocratie Taishō, on dit souvent que 1905 est l’année du début de l’ère démocratique. 1905 a été l’année du Dimanche rouge en Russie, qui a ensuite conduit à la révolution russe. Le Dimanche rouge a été provoqué par la perte de confiance dans le gouvernement tsariste en raison du mécontentement du public face aux résultats de la guerre russo-japonaise. En d’autres termes, la combinaison du fardeau imposé aux travailleurs et à la population en général et à la guerre lointaine et coûteuse contre le Japon a grandement contribué aux troubles publics qui ont déclenché la révolution de 1905. Pendant ce temps, une combinaison similaire existait au Japon. Pendant la guerre et même avant la guerre, les socialistes japonais ont déclaré que la guerre nécessiterait des sacrifices de la part du peuple. Heimin Shinbun soulignait le 14 février 1904 que « le peuple souffrirait pendant longtemps des impôts liés à la guerre ». Certains chrétiens et militants de la libération des femmes ont exprimé des attitudes anti-guerre similaires.
La guerre russo-japonaise prend fin en 1905 et le traité de paix de Portsmouth est signé. Bien que le Japon ait gagné, la population en général a été déçue par le résultat du traité de paix. Le peuple japonais considérait le traité de paix, qui manquait de cessions territoriales russes majeures et de réparations monétaires, comme préfigurant davantage de sacrifices sans avantages. La colère du public à l’égard du gouvernement s’est progressivement accrue et a finalement conduit à la création d’un mouvement contre le traité de paix de guerre russo-japonais.

### Évènements clés
Il existe de nombreuses théories sur le calendrier de la démocratie Taishō, mais de nombreux historiens s'accordent sur le fait que les événements suivants sont cruciaux pour la démocratie Taishō.
Tout d’abord, il y a eu le mouvement de protestation contre le traité de paix de la guerre russo-japonaise et l’incident incendiaire de Hibiya qui l’a accompagné. Le mouvement s'est développé à travers le pays et a progressivement révélé le mécontentement de la population à l'égard de son gouvernement. Au fil du temps, le mouvement s'est transformé en Mouvement pour la protection du gouvernement constitutionnel, déclenchant ainsi la crise politique Taishō (大正政変). Ce fut le premier exemple d'un mouvement populaire tentant de remplacer le cabinet dans l'histoire du Japon, et le cabinet Katsura s'effondra seulement 53 jours après sa formation. Les émeutes du riz de 1918 (米騒動) et la création du cabinet Hara sont considérées comme une étape majeure dans la démocratie Taisho. Lorsque les émeutes du riz se sont calmées, le mouvement pour le suffrage universel (普選運動) battait son plein et est devenu un mouvement politique national. La loi sur les élections générales (普通選挙法) a été promulguée sous le cabinet ultérieur de Katō Takaaki (加藤高明). En 1932, Rikken Seiyūkai (政友会), Kenseikai (憲政会) et le Kakushin Club (革新倶楽部) lancèrent une campagne pour renverser le cabinet de Kiyoura Keigo. La campagne s'est transformée en ce qui a été appelé le Deuxième Mouvement Constitutionnel (第二次護憲運動).

## Arrière-plan

### Minpon Shugi (politique du peuple)
Le Minpon Shugi est une forme de démocratie basée sur la souveraineté monarchique que le politologue Sakuzō Yoshino a mis en avant dans « Kensei no hongi o toite sono yushu no bi o nasu no michi o ronzu (憲政の本義を説いて其有終の美を済すの途を論ず) ». Selon cette thèse, Minpon Shugi a deux points principaux. Premièrement, il s'agit de « la politique dans l'exercice du pouvoir politique consistant à valoriser le profit, le bonheur et les opinions du peuple. » Deuxièmement, il exige que « dans la détermination finale des politiques, les opinions du peuple soient hautement valorisées ». En bref, Minpon Shugi ne précise pas complètement où se situe la souveraineté, et elle peut coexister avec le système monarchique.
À cette époque, les gens critiquaient le Minshu Shugi, le concept de démocratie basée sur la souveraineté populaire, parce que les gens avaient peur que le Minshu Shugi viole leur système monarchique. Yoshino a tenté de changer le concept de démocratie basée sur la souveraineté populaire (Minshu Shugi) en un concept de démocratie basé sur la souveraineté monarchique (Minpon Shugi), afin d'intégrer la « démocratie » dans la société japonaise.
Après la Première Guerre mondiale, le Minpon Shugi est devenu l'idéologie du mouvement démocratique Taishō. Le mouvement démocratique Taishō était dirigé par des militants inspirés par le Minpon Shugi préconisé par Yoshino.

### Mécontentement national pendant la guerre
La guerre russo-japonaise a causé de graves dommages aux finances du Japon. Le Japon a utilisé la dette extérieure pour déclencher la guerre. On dit que la raison pour laquelle le Japon a à peine gagné était que le gouvernement russe a retenu sa force principale par peur d'une révolution. Les soldats japonais ont été la cible de mitrailleuses russes et même certains de ceux qui ont survécu étaient couverts de blessures. Le traité de paix proposé par le président américain Theodore Roosevelt a réalisé « plus que prévu », a déclaré à l'époque un journal proche du gouvernement.
En revanche, la réaction du public a été exactement le contraire. Le peuple avait beaucoup sacrifié pour la guerre russo-japonaise. Le gouvernement avait imposé des impôts plus élevés aux citoyens pour financer la guerre, et les paysans avaient dû payer la plupart de leurs bénéfices en impôts. La taxe a également porté un coup dur aux petites et moyennes entreprises et, même pendant la guerre, les associations nationales de fabricants de tissus de soie, les grossistes, les représentants syndicaux et l'association du commerce de détail sont venus à Tokyo pour s'y opposer. Le même type d'opposition s'est élevé contre le monopole du sel. Ainsi, le mécontentement à l’égard de la guerre s’est accru des zones rurales du pays vers les zones urbaines.

## Effets de la démocratie Taishō
La tendance de la nation vers la démocratie universelle et l'indépendance peut être considérée comme le produit de la démocratie Taishō. Ces effets peuvent être observés dans divers domaines à cette époque, par exemple :

### Politique
Les gens ont commencé à exprimer davantage leurs opinions sur les décisions de la nation. En d’autres termes, les gens ont commencé à penser par eux-mêmes, au-delà de ce que leur disaient les dirigeants nationaux, et ont essayé d’exercer leur pouvoir politique pour exprimer leurs opinions. Les mouvements politiques tels que le parti de lancement et le mouvement pour le suffrage universel en sont quelques exemples.

### Économie
La tendance à l'indépendance du capital s'est produite et les gens ont cherché à s'affranchir des réglementations. En d’autres termes, les gens réclamaient un gouvernement limité. En conséquence, le pouvoir des capitalistes ou des experts financiers est devenu plus fort qu’auparavant. De plus, les gens ont commencé le mouvement d'abolition de l'impôt et ont réclamé un désarmement,.

### Éducation
L'éducation en tant que telle, indépendamment d'autres préoccupations, a également été préconisée. Les dirigeants universitaires et la presse sont devenus indépendants du gouvernement, et les gens ont acquis la capacité d'exprimer leurs propres opinions, indépendamment des vues du gouvernement. De plus, l'augmentation du taux d'alphabétisation a permis aux gens de lire davantage de livres et d'obtenir davantage d'informations.

### Militantisme des femmes
Le système social était fortement patriarcal à cette époque ; cependant, la position traditionnelle des femmes a progressivement évolué. Itō Noe, féministe et rédactrice en chef du magazine Seitō («Bas bleu »), s'est plainte du fait que les femmes n'avaient pas les mêmes droits que les hommes. Noe Itō, avec d'autres militantes féministes telles que Raichō Hiratsuka et Nobuko Yoshiya, a tenté d'apporter des changements au système de privilèges masculins et a visé l'indépendance des femmes.